# 750
Évszázadok: 7. század – 8. század – 9. század
Évtizedek: 700-as évek – 710-es évek – 720-as évek – 730-as évek – 740-es évek – 750-es évek – 760-as évek – 770-es évek – 780-as évek – 790-es évek – 800-as évek
Évek: 745 – 746 – 747 – 748 –  749 – 750 – 751 – 752 – 753 – 754 – 755

## Események

### Európa
- Eadberht northumbriai király betör a lindisfarnei apátságba, foglyul ejti és kivégezteti az oda menekült, potenciális trónkövetelő Offa herceget. A menedéket adó Cynewulf apátot börtönbe vetteti.
- A strathclyde-i britonok csatában legyőzik a pikteket, I. Óengus király öccsét, Talorgant is megölik.
- Meghal Boruth, a bajor vazallus karantánok fejedelme. Utódja fia, Cacatius (Gorazd), akit Vergilius püspök Salzburgba vitet túszként és hogy ott keresztény nevelésben részesüljön.

### Omajjád Kalifátus
- Az Abbászidák az iraki Nagy-Záb folyónál döntő győzelmet aratnak az Omajjád II. Marván kalifa felett. Marván Egyiptomba menekül, ahol elfogják és meggyilkolják. Az Omajjád-dinasztiát kiirtják, csak egyetlen hercegnek, Abd al-Rahmánnak sikerül nyugatra, Andalúziába menekülnie.
- Az Abbászida klán vezetőjét, az asz-Szaffáh ("vérontó") néven ismert Abú al-Abbász Abdalláh ibn Muḥammadot az iraki Kúfában kalifává kiáltják ki. Megalakul az Abbászidák kalifátusa, amelynek központja nem a szíriai Damaszkuszban, hanem Irakban található.

### Amerika
- Az észak-amerikai anaszázik megépítik az első pueblóikat, megkezdődik a Pueblo I. korszakuk (hozzávetőleges időpont).

## Születések
- január 25. – IV. León, bizánci császár
- I. Bermudo, asztúriai király
- III. Leó, római pápa

## Halálozások
- január 25. – Ibráhim, omajjád kalifa
- augusztus 6. – II. Marván, omajjád kalifa
- Boruth, karantán fejedelem
- Eiréné, V. Kónsztantinosz bizánci császár kazár felesége

## Fordítás
- Ez a szócikk részben vagy egészben  a(z)   750 című angol Wikipédia-szócikk ezen változatának fordításán alapul.  Az eredeti cikk szerkesztőit annak laptörténete sorolja fel. Ez a jelzés csupán a megfogalmazás eredetét és a szerzői jogokat jelzi, nem szolgál a cikkben szereplő információk forrásmegjelöléseként.